# Celeus
Celeus é um género de pica-paus, típicos do Novo Mundo. O grupo inclui 11 espécies, 7 das quais com ocorrência no Brasil.
Os pica-paus Celeus são aves de médio porte, com cerca de 20 a 28 cm de comprimento. Uma das suas características mais notáveis é a presença de uma crista na cabeça, muitas vezes colorida. A plumagem destas aves varia de espécie para espécie, sendo que a maioria é marrom. O corpo, mas principalmente as asas, costumam ter padrões riscados ou escamados em tons mais claros ou escuros. O grupo apresenta dimorfismo sexual: os machos são maiores e têm uma mancha vermelha nas faces, ausente nas fémeas de todas as espécies.
Habitam áreas de floresta, preferindo as zonas mais densas.

## Espécies
- Celeus brachyurus
- Celeus loricatus
- Celeus grammicus - Picapauzinho-chocolate
- Celeus undatus - Pica-pau-barrado
- Celeus castaneus
- Celeus elegans - Pica-pau-chocolate
- Celeus lugubris -  Pica-pau-louro
- Celeus flavescens - Pica-pau-de-cabeça-amarela
- Celeus flavus - Pica-pau-amarelo
- Celeus spectabilis - Pica-pau-lindo
- Celeus obrieni - Pica-pau-do-parnaíba
- Celeus torquatus - Pica-pau-de-coleira